# Senckenberg Naturmuseum
Il Senckenberg Naturmuseum, situato a Francoforte sul Meno è, per dimensioni, il secondo museo di storia naturale della Germania.
È particolarmente popolare tra i bambini, che apprezzano la grande collezione di scheletri di dinosauro: Senckenberg vanta la più grande esposizione di grandi dinosauri in Europa. Un tesoro particolare, è un fossile di dinosauro, l'unico che conserva la pelle squamata. Il museo contiene la più grande e diversificata collezione di uccelli impagliati al mondo, con circa 2000 esemplari. Nel 2010, circa 517 000 persone hanno visitato il museo.

## Fondazione
L'edificio che ospita il museo fu costruito tra il 1904 e il 1907 fuori dal centro di Francoforte, su progetto dell'architetto Ludwig Neher (1850–1916), nella stessa zona della Johann Wolfgang Goethe-Universität, che fu fondata nel 1914. Il museo è di proprietà del Forschungsinstitut Senckenberg (istituto di ricerca Senckenberg), che risale solo indirettamente a una assegnazione di Johann Christian Senckenberg del 1763.
Fondata nel 1817 da 32 cittadini di Francoforte, la Società Senckenberg per la ricerca naturale ebbe, tra le altre cose, su intervento di Goethe, il permesso della Dr. Senckenbergische Stiftung (Fondazione Dr. Senckenberg) di usare il nome Senckenberg per il suo lavoro.
Dal 1821, come un precursore della costruzione del museo, venne creato un "gabinetto naturalistico pubblico" a sud-est della porta Eschenheim. La nuova associazione prese parte alla fondazione della biblioteca e della collezione di storia naturale. Il museo si è trasferito dal sito originale, all'inizio del XX secolo. Sull'area posto, su cui insistevano anche altre strutture tra cui l'ospedale cittadino, il giardino botanico di Francoforte e un istituto di anatomico, furono invece costruite edifici residenziali e commerciali.

## La collezione

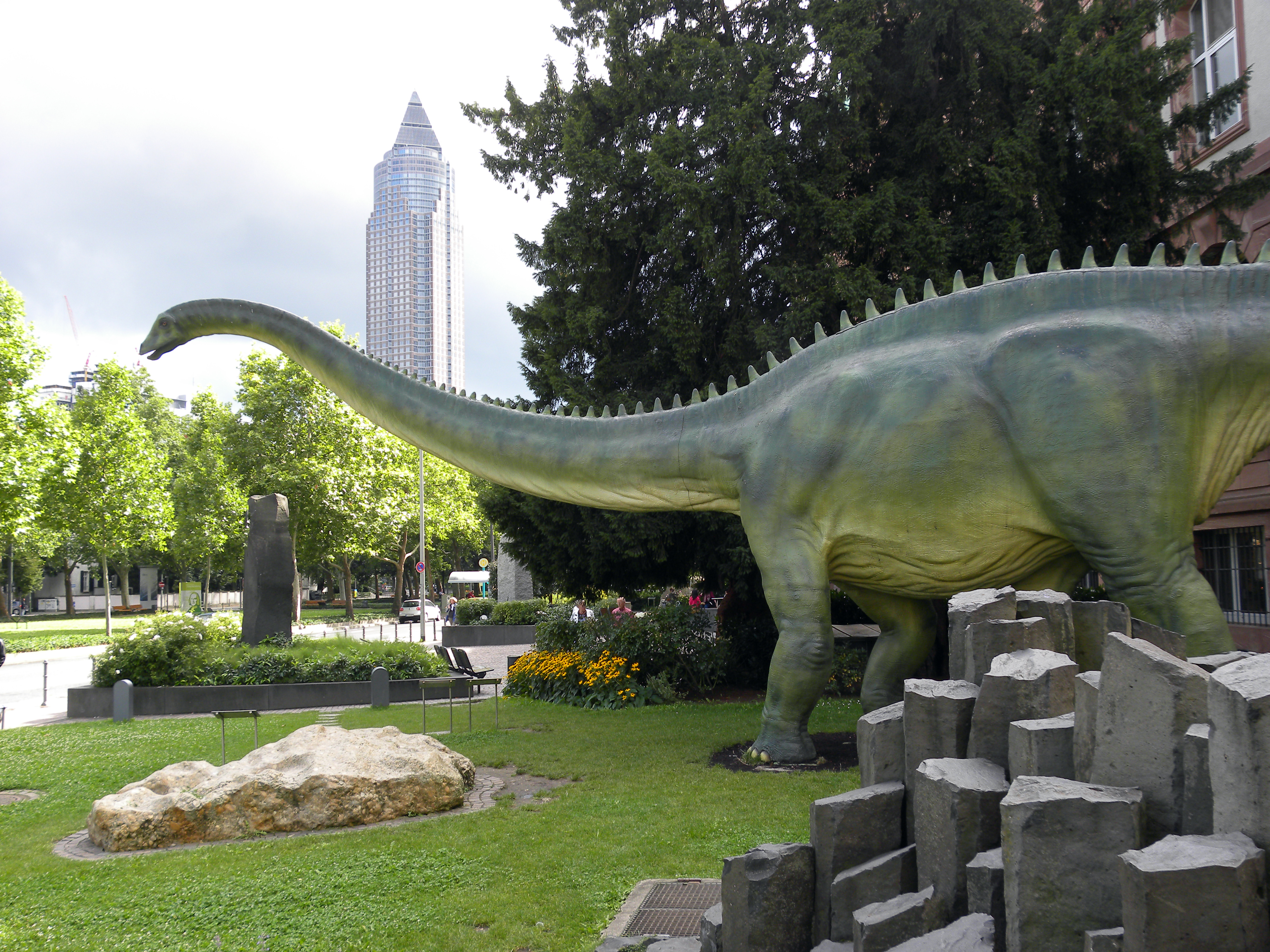
Modello di Diplodocus longus e basalto colonnare davanti al museo.

Attualmente i visitatori sono accolti fuori dall'edificio da grandi rappresentazioni di dinosauri a grandezza naturale, che sono basate sulle più recenti teorie sull'aspetto dei dinosauri. All'interno si possono seguire le tracce di un Titanosaurus, che sono state impresse nel pavimento, davanti al suo impressionante scheletro in un patio coperto.
Le attrazioni comprendono un Parasaurolophus con la sua caratteristica cresta tubulare, un Psittacosaurus fossilizzato, con le setole intorno alla coda e dei contenuti fossilizzati dello stomaco visibili, e un Oviraptor.  Le attrazioni per il grande pubblico comprendono anche il Tyrannosaurus rex, un originale di un Iguanodon e la mascotte del museo, il Triceratops.

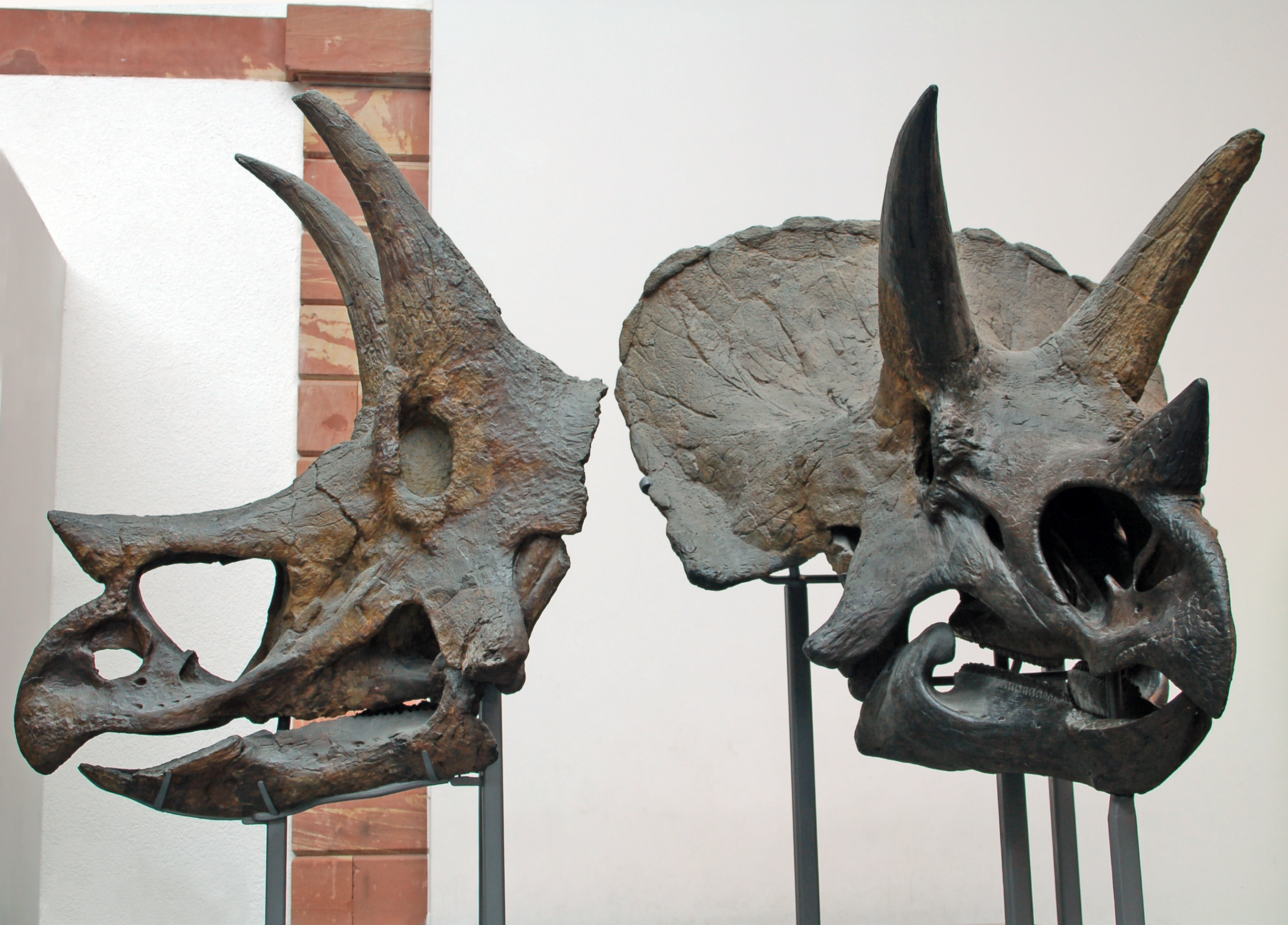
Crani originali di Triceratops

Nonostante i dinosauri attraggano la maggior parte dei visitatori per le loro dimensioni, il museo possiede anche una grande collezione di animali di ogni epoca della storia della Terra. Per esempio il museo ospita un gran numero di originali prevenienti dal pozzo di Messel: topi di campagna, rettili, pesci e un predecessore del cavallo moderno che è vissuto 50 milioni di anni fa ed è alto meno di 60 cm.
Unico in Europa c'è una riproduzione della famosa Lucy, uno scheletro quasi completo dell'ominide eretto Australopithecus afarensis.  Gabinetti storici pieni di animali impagliati sono sistemati al piano superiore; ta le altre cose è possibile vedere uno dei venti esemplari esistenti di quagga, che è estinto dal 1883.
Dalla ristrutturazione terminata nel 2003, il nuovo rettilario mostra sia la biodiversità di rettili e anfibi che il tema della conservazione della natura. Un albero di una foresta pluviale accessibile offre viste di zone diverse della foresta pluviale dal livello del suolo alla chioma dell'albero e gli habitat cui si sono adattati i rettili esotici.
Il museo offre regolari conferenze serali e visite guidate.